# Kurdiska namn
Efter islams inträde i Kurdistan blev det allt vanligare med namn från koranen, men sedan det nationella medvetandet blivit en större drivkraft så blir det allt vanligare med kurdiska efternamn med kurdiskt kulturellt inslag eller patriotiskt inslag.
Det är egentligen ingen skillnad på namnen mellan de olika delarna av Kurdistan, eftersom namnen är kurdiska ord. Däremot skiljer sig uttalet. Av historiska skäl är det i södra Kurdistan som de kurdiska namntraditionerna har hållits levande.

## Kurdiska namn i irakiska Kurdistan
I södra Kurdistan finns det en struktur men ingen tradition med efternamn, däremot är det inte ovanligt att man tar sitt efternamn från sin stams namn, tex att familjen Celalî härstammar från stamnamnet Celalî. Det är mycket vanligt att man tar sin hemstad som efternamn, tex artisten Erdewan Zaxoyi som härstammar från Zaxo. Ändelsen -yi innebär att namnet ungefär betyder "Han från Zaxo" alternativt "Zaxo-bon".

## Kurdiska namn i turkiska Kurdistan
Kurderna i Turkiet har påverkats av assimileringspolitiken myndigheterna utövar och har därför tvingats att bära turkiska efternamn. Detta gör att man inte lika lätt kan bedöma vilken etnicitet någon har genom att höra namnet. Det är ganska vanligt också att man precis som i irakiska Kurdistan använder sig av sin hemort som efternamn fast i turkiska Kurdistan gör man det på turkiska, tex Diyarbekerli som ungefär betecknar "Diyarbakir-bon" på turkiska. Detta gör kurderna på turkiska men tar sina efternamn från kurdiska hemorter, där det tydligt framgår att majoriteten är kurder och att den tillhör den kurdiska regionen av Turkiet.

## Kurdiska namn i Sverige och exil
Kurderna som lever i exil i Sverige intresserar sig allmänt mer för sitt ursprung, eftersom de ständigt måste söka sig tillbaka till det när de inte befinner sig på sina geografiska områden längre, detta eller för att de flytt i exil av politiska skäl och redan innan har haft ett stort intresse av sitt ursprung. Det är vanligare att man tex i Sverige tar efternamnet Kurdistan, eftersom man där har möjlighet och att man från Sverige gör det som en protest mot allt som hänt och sker mot den kurdiska befolkningen. År 2003 nekades en kvinna på Arlanda att få gå ombord på ett plan till Turkiet för att hon hette Kurdistan i efternamn.